# Portmarnock
Portmarnock (Port Mearnóg en irlandais) est une ville du comté de Fingal en république d'Irlande.

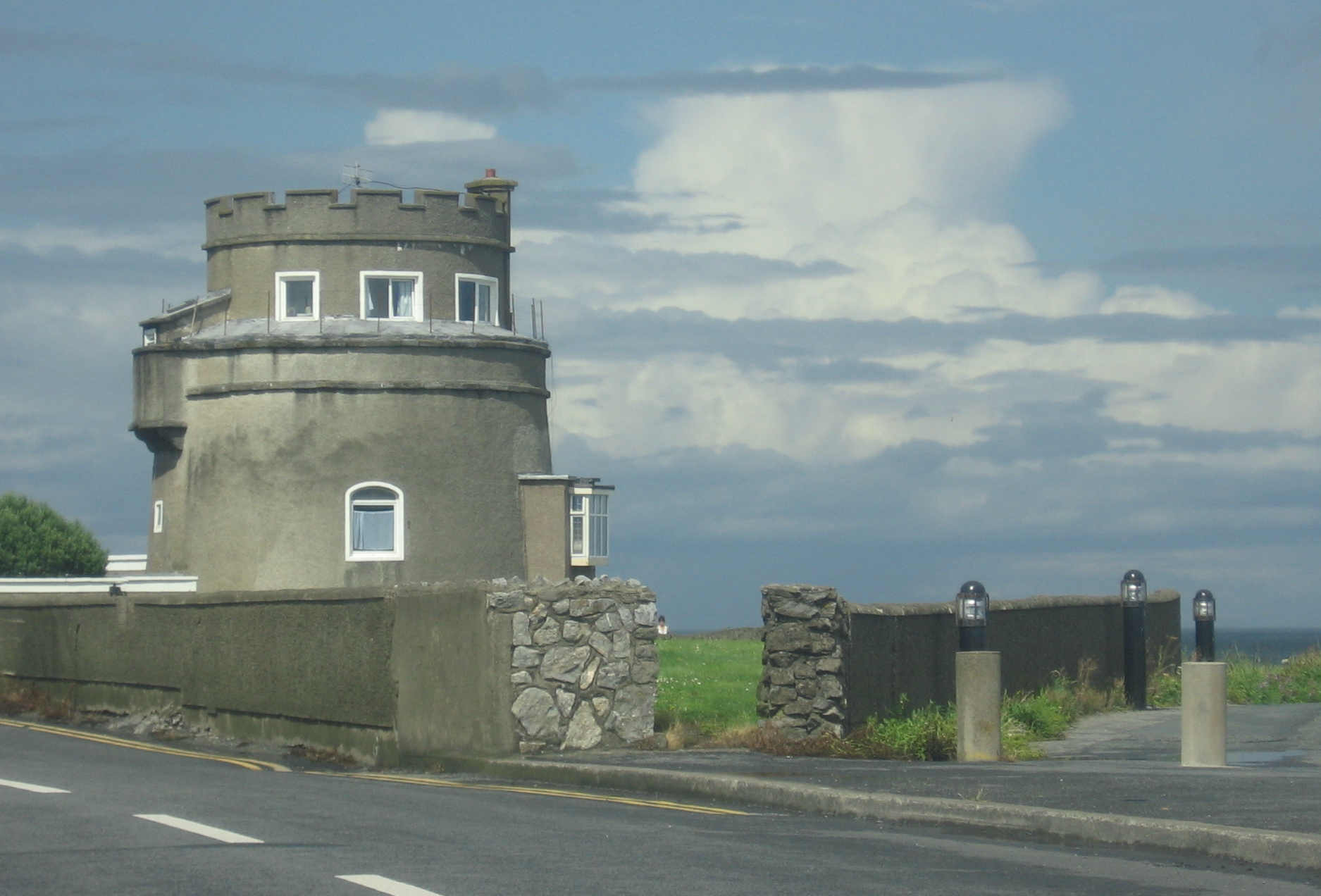
Tour Martello, sur la route côtière entre Portmarnock et Malahide

C’est une ville côtière ; sa proximité avec la ville de Dublin (15 km au nord nord-est du centre de la capitale) en fait une ville dortoir. Elle se situe entre Malahide, Sutton et Baldoyle.
La population était de 8 376 habitants au recensement de 2002, mais aurait décrut à 7 973 habitants d’après l’estimation de 2006.